# George Kojac
George Kojac, född 2 mars 1910 i New York, död 28 maj 1996 i Fairfax, var en amerikansk simmare.
Kojac blev olympisk mästare på 100 meter ryggsim vid sommarspelen 1928 i Amsterdam.